# Barypus
Barypus este un gen de Carabidae în subfamilia Broscinae. Mai jos este o lista de specii în genul Barypus:
- Barypus aequicostis Chaudoir, 1876
- Barypus bonvouloiri Chaudoir, 1861
- Barypus calchaquensis Roig-Junent, 1992
- Barypus chubutensis Roig-Junent, 1992
- Barypus clivinoides (Curtis, 1839)
- Barypus comechingoensis Roig-Junent, 1992
- Barypus dentipennis Roig-Junent, 1992
- Barypus deplanatus Roig-Junent & Cicchino, 1989
- Barypus flaccus Roig-Junent & Cicchino, 1989
- Barypus gentilii Roig-Junent, 1992
- Barypus giaii Roig-Junent, 1992
- Barypus longitarsus (Waterhouse, 1841)
- Barypus mendozensis Roig-Junent & Cicchino, 1989
- Barypus minus Roig-Junent, 1992
- Barypus neuquensis Roig-Junent, 1992
- Barypus nevado Roig-Junent, 1992
- Barypus painensis Roig-Junent & Cicchino, 1989
- Barypus parallelus (Guerin-Meneville, 1838)
- Barypus precordillera Roig-Junent, 2008
- Barypus pulchellus Burmeister, 1868
- Barypus rivalis (Germar, 1824)
- Barypus schajovskoii Roig-Junent, 1992
- Barypus speciosus Dejean, 1831
- Barypus sulcatipenis Roig-Junent, 1992